# Massimiliano Rosolino
Massimiliano ("Masi") Rosolino (11 de julio de 1978, Nápoles) es un nadador italiano especializado en las pruebas de estilo libre de 200, 400 y 1500 metros, así como en las de estilos de 200 y 400 metros.

## Biografía
Nacido en Borgo Santa Lucia, Nápoles, de padre italiano, Salvatore, y madre australiana, Carolyn, se mudó a Australia cuando tenía tres años, regresando a Italia a la edad de seis. En el 2002 volvió a Australia para entrenar con Ian Pope, en el club Melbourne Vicentre.
Su primera participación fue en los Juegos Olímpicos de 1996 de Atlanta, donde participó en las finales de 200, 400 y 4 x 200 metros libre, quedando en sexta posición en todas ellas. Rosolino declaró que estaba insatisfecho por estos resultados y que tendría que trabajar duro para alcanzar el más alto nivel.
En los Juegos Olímpicos de 2000 en Sídney ganó tres medallas: en 200 metros estilos (estableciendo un Récord Olímpico), mientras en 400 metros libre terminó detrás de Ian Thorpe. En los 200 metros libre acabó tercero, superado por Thorpe y el campeón Pieter van den Hoogenband, procedente de Holanda.
En los Juegos Olímpicos de 2004 en Atenas quedó menos satisfecho que en la anterior ocasión ya que solo logró un tercer puesto en la final del relevo de 4 x 200 metros libre.
Ha sido nombrado Caballero de la Orden al Mérito de la República Italiana, el 25 de julio de 2000, y a su vez Comendador de la Orden al Mérito de la República Italiana, el 3 de octubre de 2000.

## Palmarés

### Juegos Olímpicos
- Juegos Olímpicos de 2000 en Sídney
  -  Medalla de oro en 200 metros estilos
  -  Medalla de plata en 400 metros libre
  -  Medalla de bronce en 200 metros libre
- Juegos Olímpicos de 2004 en Atenas
  -  Medalla de bronce en 4 x 200 metros libre

### Campeonatos del Mundo
- Campeonato del Mundo en Piscina Larga
  - Campeonato Mundial de Natación de 1998 en Perth
    -  Medalla de plata en 200 metros libre

  - Campeonato Mundial de Natación de 2001 en Fukuoka
    -  Medalla de oro en 200 metros estilos
    -  Medalla de plata en 4 x 200 metros libre

  - Campeonato Mundial de Natación de 2003 en Barcelona
    -  Medalla de bronce en 200 metros estilos

  - Campeonato Mundial de Natación de 2007 en Melbourne
    -  Medalla de plata en 4 x 100 metros libre
- Campeonato del Mundo en Piscina Corta
  - Campeonato Mundial de Natación en Piscina Corta de 1999 en Hong Kong
    -  Medalla de bronce en 400 metros libre

  - Campeonato Mundial de Natación en Piscina Corta de 2000 en Atenas
    -  Medalla de plata en 200 metros libre
    -  Medalla de bronce en 400 metros libre
    -  Medalla de bronce en 200 metros estilos

  - Campeonato Mundial de Natación en Piscina Corta de 2006 en Shanghái
    -  Medalla de oro en 4 x 200 metros libre
    -  Medalla de bronce en 200 metros libre
    -  Medalla de bronce en 400 metros libre

  - Campeonato Mundial de Natación en Piscina Corta de 2008 en Mánchester
    -  Medalla de plata en 400 metros libre
    -  Medalla de bronce en 200 metros libre
    -  Medalla de bronce en 4 x 200 metros libre

### Campeonatos de Europa
- Campeonatos de Europa en Piscina Larga
  - Campeonato Europeo de Natación de 1995 en Viena
    -  Medalla de bronce en 4 x 200 metros libre

  - Campeonato Europeo de Natación de 1997 en Sevilla
    -  Medalla de plata en 200 metros libre
    -  Medalla de plata en 400 metros libre

  - Campeonato Europeo de Natación de 1999 en Estambul
    -  Medalla de plata en 200 metros estilos
    -  Medalla de bronce en 200 metros libre

  - Campeonato Europeo de Natación de 2000 en Helsinki
    -  Medalla de oro en 200 metros libre
    -  Medalla de oro en 200 metros estilos
    -  Medalla de oro en 4 x 200 metros libre

  - Campeonato Europeo de Natación de 2002 en Berlín
    -  Medalla de oro en 4 x 200 metros libre
    -  Medalla de plata en 400 metros libre
    -  Medalla de bronce en 200 metros libre

  - Campeonato Europeo de Natación de 2004 en Madrid
    -  Medalla de oro en 4 x 200 metros libre
    -  Medalla de bronce en 200 metros estilos

  - Campeonato Europeo de Natación de 2006 en Budapest
    -  Medalla de oro en 4 x 100 metros libre
    -  Medalla de oro en 4 x 200 metros libre
    -  Medalla de plata en 200 metros libre
    -  Medalla de plata en 400 metros libre

  - Campeonato Europeo de Natación de 2008 en Eindhoven
    -  Medalla de oro en 4 x 200 metros libre
    -  Medalla de plata en 400 metros libre
    -  Medalla de plata en 4 x 100 metros libre
    -  Medalla de bronce en 200 metros libre
- Campeonato de Europa en Piscina Corta
  - Campeonato Europeo de Natación en Piscina Corta de 1998 en Sheffield
    -  Medalla de plata en 200 metros libre
    -  Medalla de plata en 400 metros libre

  - Campeonato Europeo de Natación en Piscina Corta de 1999 en Lisboa
    -  Medalla de oro en 400 metros libre
    -  Medalla de plata en 200 metros libre
    -  Medalla de bronce en 200 metros estilos

  - Campeonato Europeo de Natación en Piscina Corta de 2000 en Valencia
    -  Medalla de oro en 200 metros libre
    -  Medalla de oro en 400 metros libre
    -  Medalla de oro en 1500 metros libre
    -  Medalla de oro en 200 metros estilos

  - Campeonato Europeo de Natación en Piscina Corta de 2003 en Dublín
    -  Medalla de oro en 400 metros libre
    -  Medalla de plata en 200 metros estilos
    -  Medalla de bronce en 1500 metros libre
    -  Medalla de bronce en 400 metros estilos

  - Campeonato Europeo de Natación en Piscina Corta de 2004 en Viena
    -  Medalla de oro en 400 metros libre
    -  Medalla de plata en 200 metros libre
    -  Medalla de bronce en 1500 metros libre

  - Campeonato Europeo de Natación en Piscina Corta de 2005 en Trieste
    -  Medalla de plata en 200 metros libre

  - Campeonato Europeo de Natación en Piscina Corta de 2006 en Helsinki
    -  Medalla de plata en 200 metros libre